# Paramenexenus laetus
Paramenexenus laetus ist eine gelegentlich auch als Grüne Stabschrecke bezeichnete Gespenstschrecke aus der Familie Diapheromeridae, die im Norden Vietnams heimisch ist.

## Merkmale
Sowohl die 10 bis 11 cm langen Weibchen, als auch die mit etwa 8,5 cm Körperlänge kleineren Männchen sind ungeflügelt. Beide Geschlechter sind als Imago oberseits leuchtend grün gefärbt. Die Unterseite ist etwas blasser und eher blaugrün. Die leicht gezähnten seitlichen Ränder des Körpers sind beige bis hellbraun und bei den Weibchen leicht abgeplattet. Die Fühler überragen die ausgestreckten Vorderbeine und sind bei den Männchen gut körperlang. Der Körper der Männchen ist mit etwa 2 mm bzw. im Bereich des Mesonotums etwa 3 mm Durchmesser sehr dünn und im Querschnitt fast zylindrisch. Der Körper der Weibchen ist etwa 10 mm breit und leicht abgeplattet. Bei Eier produzierenden Tieren erreicht er im Bereich des dadurch angeschwollenen Hinterleibs (Abdomen) gerade einmal 8 mm Höhe. Ihr achtes Sternum ist in charakteristischer Art zu einem spitz zulaufendem Operculum (Subgenitalplatte) verlängert, welches leicht abbricht. Auf dem Mesonotum der Weibchen befinden sich einige kaum wahrnehmbare schwarze Punkte. Im selben Bereich sitzen bei den Männchen sechs bis zehn unregelmäßig angeordnete, unterschiedlich große, schwarze Dornen. Auch ihre Cerci sind schwarz gefärbt. Zu den Seiten kann ihre Grünfärbung auf der Körperoberseite, ebenso wie die der Knie und der Fühlerbasis nach Türkis abweichen.

## Lebensweise und Fortpflanzung
Die nachtaktiven Tiere verbergen sich tagsüber gut getarnt und reglos in den Nahrungspflanzen, welche sie auch zur Paarung und Eiablage nicht verlassen. Die Weibchen lassen ihre 3 bis 3,5 mm langen, 3 mm breiten und durchschnittlich 16 mg schweren Eier zu Boden fallen. Nach etwa drei Monaten schlüpfen aus ihnen rund 2 cm lange, hellgrüne Nymphen. Später werden diese graubraun. Die typische Grünfärbung der Imagines erscheint erst nach der letzten Häutung.

## Systematik
Ursprünglich wurden die Tiere von William Forsell Kirby 1904 unter dem Namen Promachus laetus beschrieben. Josef Redtenbacher errichtete 1908 die Gattung Paramenexenus und beschrieb in dieser die Art Paramenexenus operculatus, welche später als identisch mit Paramenexenus laetus erkannt wurde und deshalb ein Synonym zu dieser darstellt. Da der von Kirby verwendete Gattungsname Promachus schon von einer Raubfliegen-Gattung belegt war, wurde der neue Gattungsname von Redtenbacher und das Artepitheton von Kirby zu dem heute gültigen Namen Paramenexenus laetus kombiniert. Die Syntypen, zwei Männchen und ein Weibchen, befinden sich im Natural History Museum in London.

## Terraristik
Diese 1992 von einem tschechischen Züchter eingeführte Art wird von der Phasmid Study Group unter der PSG-Nummer 145 geführt.
Die Art lässt sich im Terrarium mit wenig Aufwand pflegen und vermehren. Gefressen werden neben Efeu und Rhododendren auch die Blättern von verschiedenen Rosengewächsen, wie Brombeeren, Himbeeren, Erdbeeren und Weißdornen.

## Bilder

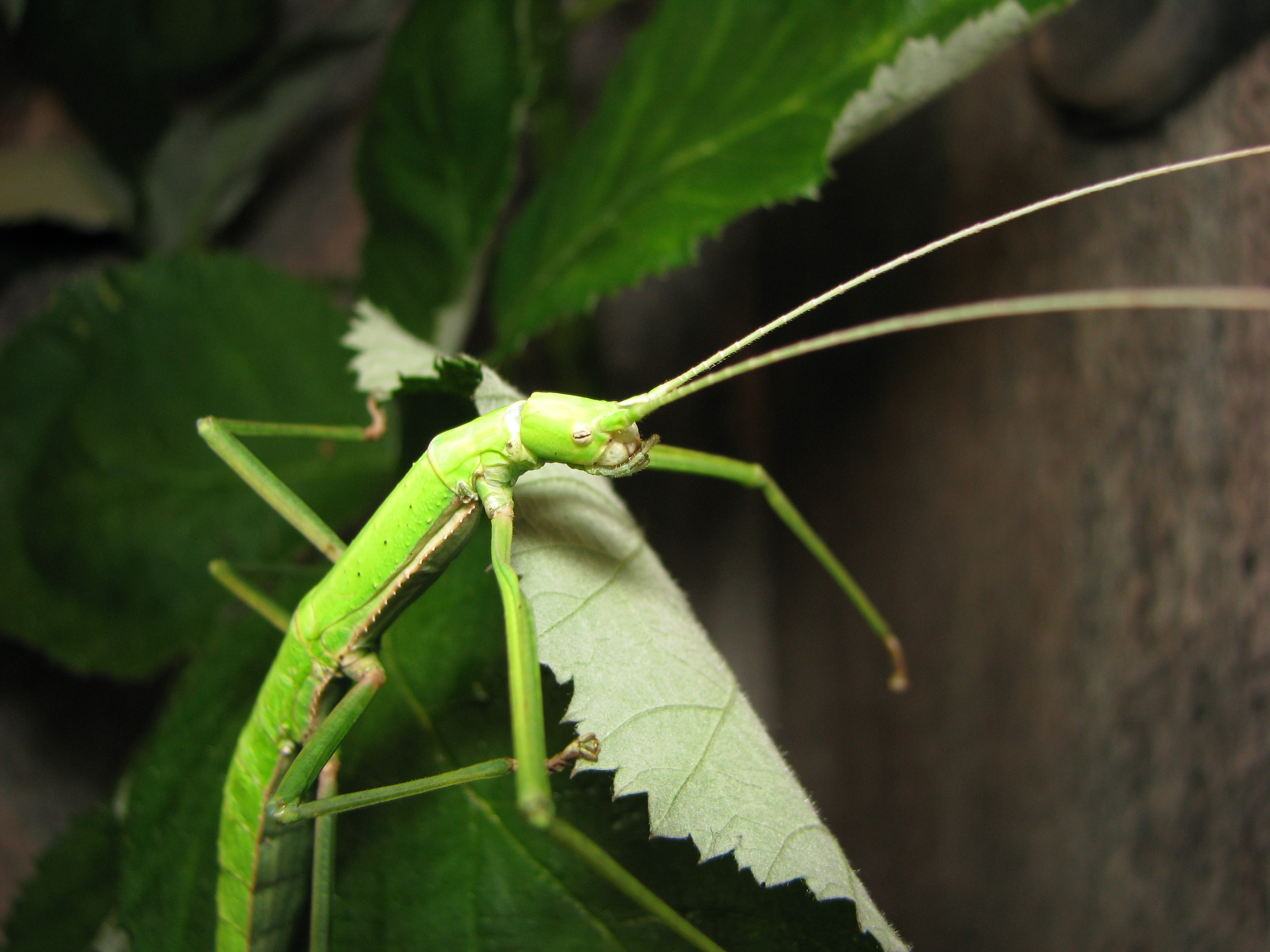
Porträt eines Weibchens
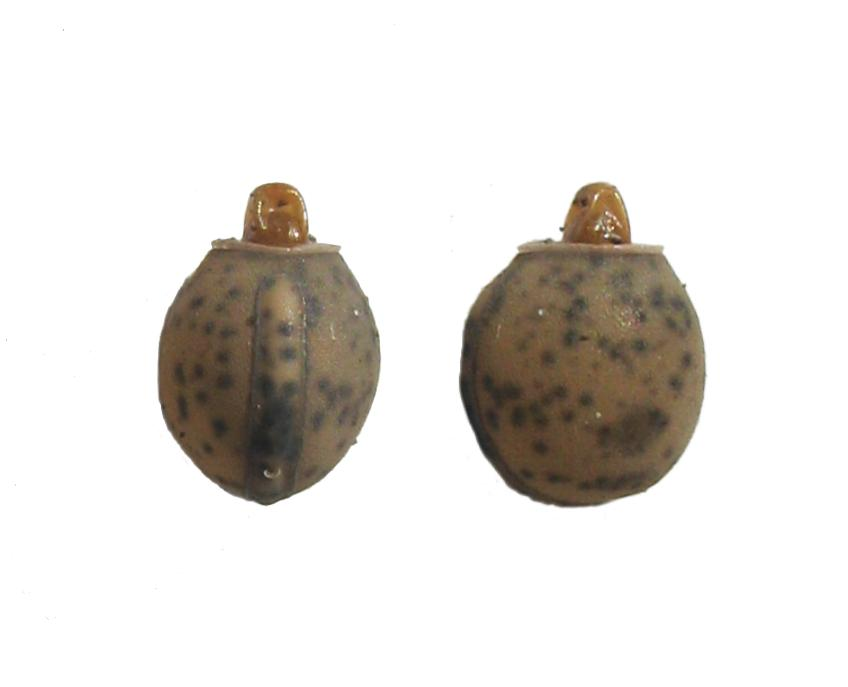
Eier, links Dorsalansicht, rechts Lateralansicht
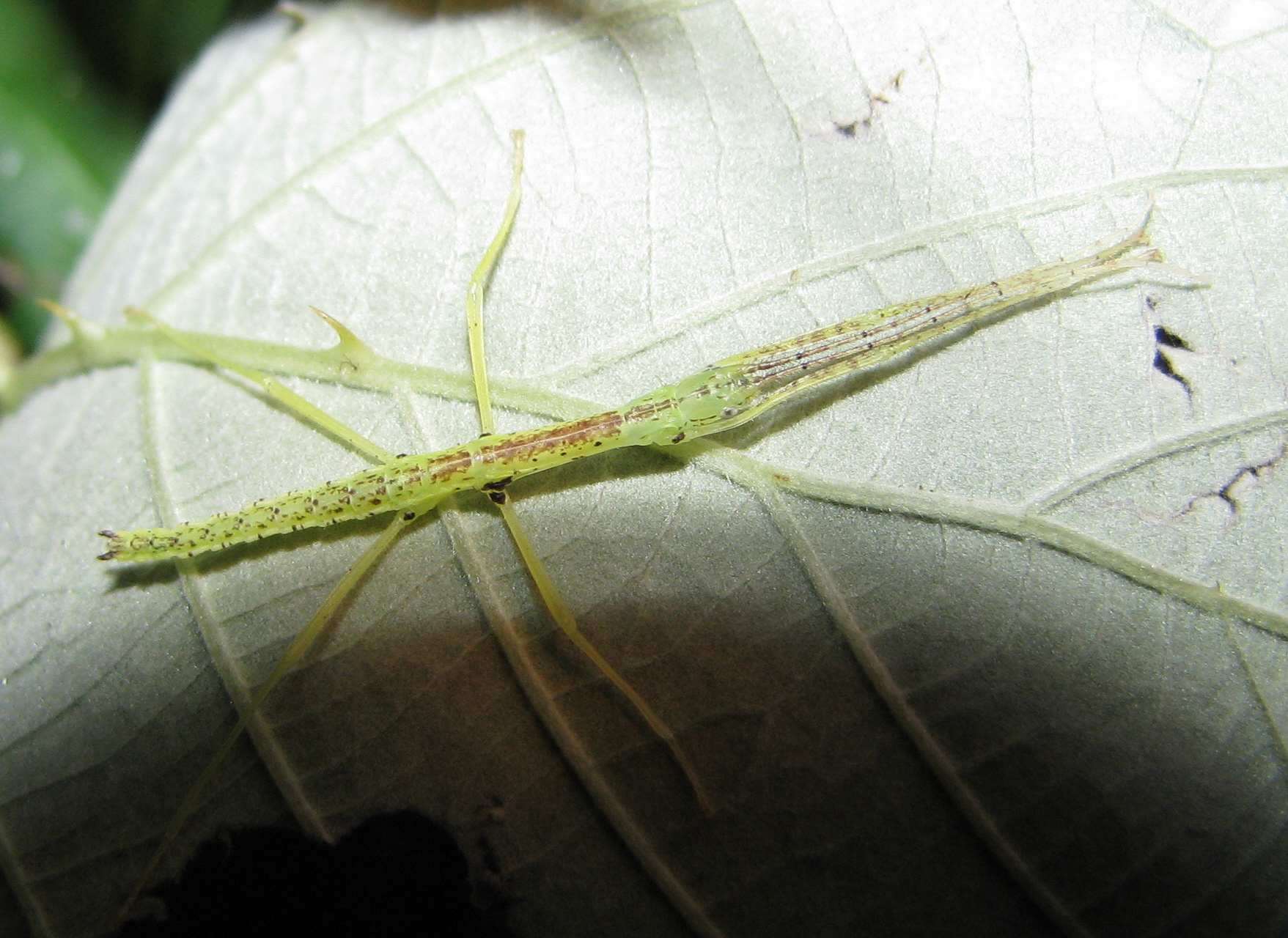
Frisch geschlüpfte Nymphe
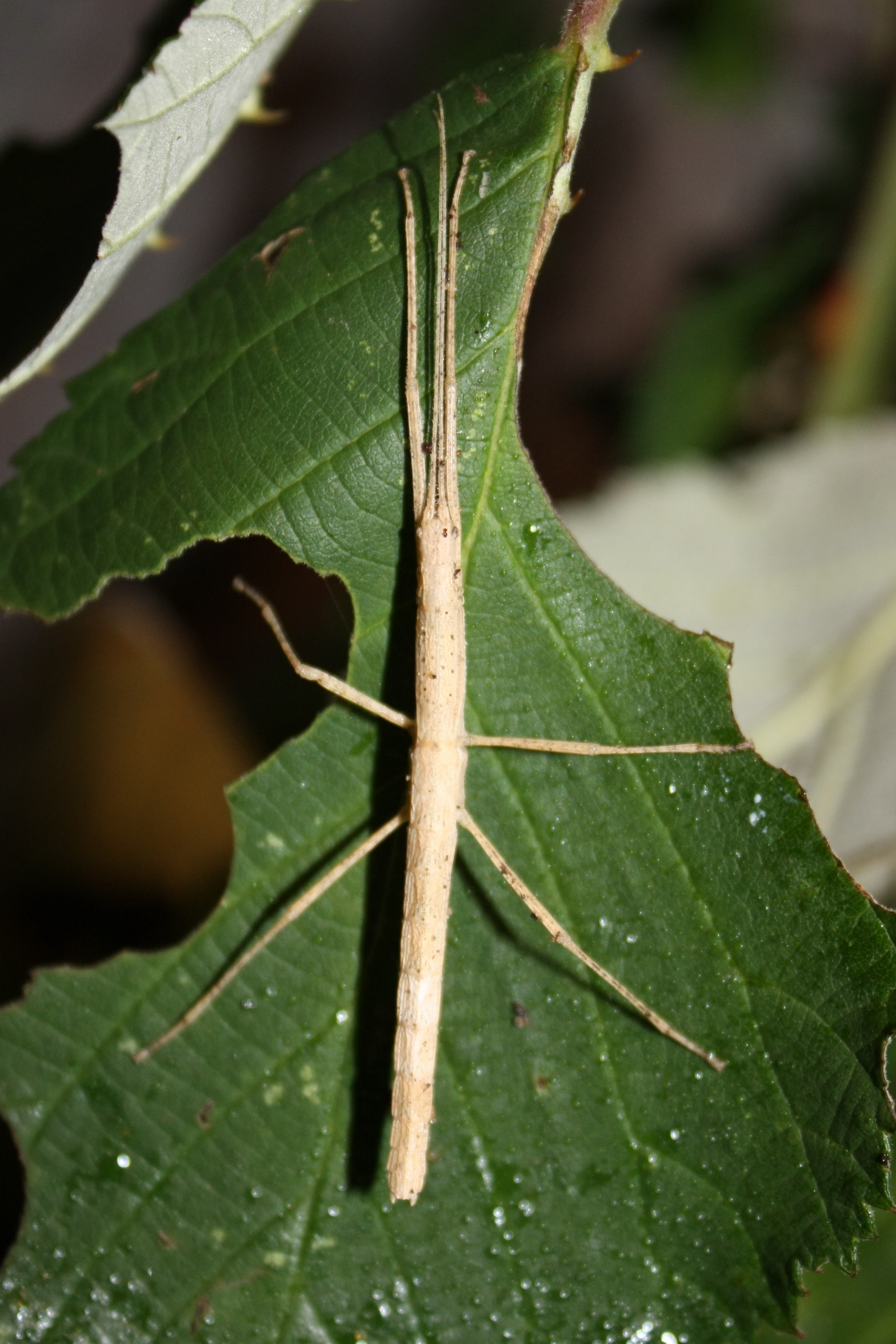
Nymphe